# Незнание законов не освобождает от ответственности
Незнание законов не освобождает от ответственности, или незнание законов не оправдание (лат. Ignorantia juris non excusat) или (лат. ignorantia legis neminem excusat) — юридический принцип, означающий, что лицо, не знающее о законе, не может избежать ответственности за нарушение закона только потому, что не знает о нём или его содержании. Страны европейского права с традицией римского права могут также использовать выражение из Аристотеля, переведенное на латынь: nemo censetur ignorare legem (никто не считается неосведомленным в законе) или ignorantia iuris nocet (незнание закона вредно).

## Пояснение
Обоснование принципа заключается в том, что если бы незнание было оправданием, лицо, обвиняемое в уголовных преступлениях или являющееся объектом гражданского иска, просто заявило бы, что оно не знало о рассматриваемом законе, чтобы избежать ответственности, даже если это лицо действительно знает, о каком законе идет речь. Таким образом, принцип вменяет знание всех законов всем лицам, находящимся в пределах юрисдикции. Несмотря на то, что даже для человека с солидной юридической подготовкой было бы невозможно знать все действующие законы во всех аспектах деятельности государства, это цена, заплаченная за то, чтобы умышленное неведение не стало основанием для оправдания.
Принцип предполагает, что рассматриваемый закон был должным образом обнародован — опубликован и распространен, например, путем публикации в правительственном бюллетене, распространения через Интернет или издания в томах, доступных для продажи населению по доступным ценам, что установлено ещё в фразе Грациана, leges institutur cum promulgantur («Законы устанавливаются, когда они обнародованы»).